# Franco Agosto
Franco Agosto (Cesena, 1896 – Forlì, 1985) è stato un politico italiano.

## Biografia
Di origini cesenati, si trasferì giovanissimo a Forlì, dove lavorò come operaio. Antifascista, si iscrisse al Partito Comunista Italiano, per il quale fu segretario della federazione provinciale forlivese dal 1925 al 1932. Arrestato e incarcerato a più riprese durante il regime fascista, prese parte alla Resistenza e fu tra i fondatori del locale Comitato di liberazione nazionale. Nel 1945 venne nominato sindaco di Forlì, primo sindaco dopo la liberazione, e venne rieletto in seguito alle prime elezioni democratiche del 1946, guidando una giunta comunista-socialista fino al 1951.